# 青い子馬
青い子馬（あおいこうま ドイツ語: Blaues Pferdchen）はドイツ表現主義の画家フランツ・マルクによる1912年の油絵である。

## 解説
本作は縦57.5cm×横73cmの大きさがある。ザールブリュッケン・ザールラント美術館所蔵。本作は、バランスのとれた姿勢で四つ足で立ち上がった若いウマの姿を描いている。ウマの横手に小川が流れており、ウマの陰には、山がちな風景の手前で花咲ける植物が見えている。ウマが青で描かれている一方、山岳や空は、赤・黄・橙の間で変色している。

## 由来
マルクは本作を、僚友アウグスト・マッケの息子ヴァルターのために制作した。その事実は右上の書き込みに示されている。本作は1956年に州立ザールブリュッケン郷土美術館のために館長ルドルフ・ボルンシャインによって購入された。同館は1968年に現代ギャラリーと合併しザールラント美術館となった。『青い子馬』は、ザールブリュッケンのコレクションで最も有名な作品の一つである。

## 註
1. ↑  “Concentric Group - Oskar Schlemmer”. www.europeana.eu. Template:Cite webの呼び出しエラー：引数 accessdate は必須です。
2. ↑  “Saarland Museum | Landeshauptstadt Saarbrücken”. www.saarbruecken.de. 2016年5月11日閲覧。